# إليزابيث كوبولد
إليزابيث كوبولد (بالإنجليزية: Elizabeth Cobbold) (1764، لندن في المملكة المتحدة - 1824)؛ كاتِبة، شاعرة وروائية بريطانية.